# Yamaha MT-125
La Yamaha MT-125 es una motocicleta estándar en línea monocilíndrica de 124,7 cc. Con un motor de 4 tiempos, un refrigerador por líquido, SOHC y 4 valvulas.
La yamaha tiene una potencia de 11 kW (15 cv), con un peso de 140 kg con una altura de 1.040 mm, una anchura de 740 mm  y una longitud de 1995 mm.

## Diseño
La yamaha mt 125 lleva incorporado un chasis naked y un diseño característico desplazado hacia delante, la MT-125 es pura diversión sobre dos ruedas y es un modelo dinámico y deportivo que resulta muy cómoda de conducir en el día a día.
Depósito, asiento, manillares y reposapiés ofrecen una postura de conducción deportiva para mejorar el confort del piloto y el pasajero, mientras que la geometría del chasis y la ergonomía garantizan una sencilla maniobrabilidad en la conducción urbana.